# 克里沃耶湖 (謝別日區)
56°27′22″N 29°00′42″E / 56.45611°N 29.01167°E
克里沃耶湖（俄语：Кривое），是俄羅斯的湖泊，位於該國西北部，由普斯科夫州負責管轄，處於謝別日區，面積0.7平方公里，集水區面積12.6平方公里，平均水深6.3米，最大水深17.6米。